# هامون صابری
هامون صابری نام دریاچه‌ای در مرز افغانستان و ایران و یکی از تالاب‌های تشکیل‌دهنده دریاچه هامون
است. این دریاچه توسط فراه رود تغذیه می‌شود و ۴۵۰ متر از سطح آب‌های آزاد ارتفاع دارد. بیشینه درازای آن ۵۵ کیلومتر، میانگین پهنای آن ۱۸ کیلومتر و مساحت آن حدود ۱۰۰۰ کیلومتر مربع است.
هامون دارای سه بخش هامون صابری، هامون پوزک و هامون هیرمند است. به‌طور کلی تالاب‌های دریاچه هامون دارای عمق متوسطی بین ۱ تا ۵ متر می‌باشد.